# Bê bối gián điệp Indonesia–Úc
Vụ bê bối gián điệp Indonesia–Úc khởi đầu từ các cáo buộc do The Guardian và Tập đoàn Phát thanh Truyền hình Úc (ABC) đưa ra vào năm 2013, dựa trên các tài liệu bị rò rỉ rằng Tổng cục Tín hiệu Úc đã cố gắng theo dõi các cuộc gọi điện thoại di động của Tổng thống Indonesia Susilo Bambang Yudhoyono, vợ ông Kristiani Herawati và các quan chức cấp cao vào năm 2009.

## Bối cảnh
Bắt đầu từ tháng 6 năm 2013, các báo cáo từ các phương tiện truyền thông bao gồm The Guardian và The Washington Post đã tiết lộ chi tiết hoạt động giám sát hàng loạt công dân Hoa Kỳ và nước ngoài của Cơ quan An ninh Quốc gia Hoa Kỳ (NSA). Các báo cáo dựa trên một loạt các tài liệu bí mật từ năm 2009 do cựu nhân viên NSA Edward Snowden tiết lộ. Các tài liệu còn chỉ ra rằng các hoạt động giám sát của NSA được mở rộng để bao gồm cả các cơ quan thu thập thông tin tình báo của các đồng minh của Hoa Kỳ, bao gồm Trụ sở Truyền thông Chính phủ Anh và Tổng cục Tín hiệu Quốc phòng Úc, đều là các thành viên của UKUSA hoặc thỏa thuận bí mật "Five Eyes".
Tháng 10 năm 2013, Der Spiegel báo cáo rằng các cơ quan tình báo Đức đã nhận được "bằng chứng đáng tin cậy" rằng điện thoại di động của Thủ tướng Angela Merkel đã bị NSA theo dõi. Cuối tháng đó, các báo cáo từ Der Spiegel và Fairfax Media cho biết rằng các đại sứ quán và cơ quan ngoại giao của Úc ở châu Á đã được sử dụng để chặn các cuộc gọi điện thoại và dữ liệu, kể cả trong Hội nghị Liên Hợp Quốc về Biến đổi Khí hậu 2007.
Năm 2004, trong cuộc khủng hoảng Đông Timor, Indonesia đã cài máy nghe lén đại sứ quán Úc ở Jakarta và cố gắng tuyển dụng người Úc làm gián điệp. Thông tin này được cựu giám đốc tình báo Indonesia, tướng Abdullah Mahmud Hendropriyono thừa nhận.

## Phản ứng
Các cáo buộc đã khiến Indonesia triệu hồi đại sứ của mình tại Úc, Nadjib Riphat Kesoema, vào tháng 11 năm 2013. Thủ tướng Úc Tony Abbott ban đầu từ chối xin lỗi hoặc bình luận về vấn đề này, khiến Tổng thống Yudhoyono cáo buộc ông "coi thường" phản ứng của Indonesia đối với vấn đề. Phát biểu trước Quốc hội, Abbott tiếp tục lập luận rằng Úc "không nên xin lỗi vì...đây là các hoạt động thu thập thông tin tình báo hợp lý". Ngày hôm sau, Indonesia phản ứng bằng cách xem xét tất cả các lĩnh vực hợp tác song phương, bao gồm cả các vấn đề xung quanh nạn buôn lậu người, một thành phần chính của chính sách Chiến dịch Chủ quyền Biên giới (Operation Sovereign Borders) của chính phủ Abbott.
Phản ứng của chính phủ Úc đối với vấn đề này đã bị các nhà lãnh đạo cả hiện tại và trước đây ở cả hai nước chỉ trích, bao gồm cựu Thủ tướng Malcolm Fraser, cựu Phó Tổng thống Jusuf Kalla, Bộ trưởng Ngoại giao Indonesia Marty Natalegawa, bên cạnh những báo cáo tiêu cực trong giới truyền thông Indonesia. Các cuộc biểu tình cũng được tổ chức bên ngoài đại sứ quán Úc ở Jakarta.
Ngược lại, Lãnh đạo phe đối lập Bill Shorten từ chối chỉ trích Abbott, thay vào đó nhấn mạnh tầm quan trọng của mối quan hệ song phương và cho rằng phản ứng của chính phủ phải là "thời điểm của [sự đoàn kết] Úc". Cựu Ngoại trưởng Úc Alexander Downer cho rằng phản ứng ngoại giao đối với vấn đề này là "nằm ngoài tầm kiểm soát" của chính phủ Tony Abbott.
Các cáo buộc và phản ứng của Indonesia đã thu hút đáng kể sự chú ý trên các phương tiện truyền thông Indonesia và quốc tế, đặc biệt là sau các cáo buộc rằng Cơ quan An ninh Quốc gia Hoa Kỳ đã cố gắng theo dõi điện thoại di động của Thủ tướng Đức Angela Merkel.